# أليخاندرو غونزاليس (عازف قيثارة)
أليخاندرو غونزاليس هو عازف قيثارة كوبي، ولد في 5 نوفمبر 1973 في هافانا في كوبا.